# 投影性同一視
投影性同一視（とうえいせいどういつし、英: Projective identification ; PI）は、精神分析理論における対象関係学派のメラニー・クラインによって1946年に初めて紹介された用語である。投影同一視、投影同一化とも呼ばれる。それは「精神力動研究においてますます多く言及され」ており、特に「Bに帰属するのにBがアクセス出来ない感情を、代わりにAの内部に(単に外的にでなく)『投影』することで、Aが経験する」状況に対して言及される概念である。
投影性同一視は、したがって、人が自我の防衛機制である投影に関与する場合の心理作用を示しているのだが、それは彼らの投影対象に対する振る舞いが、投影される思考や感情または行動を、件の人物の内部に精確に呼び起こすような方法による。
投影性同一視は、他者に関して虚偽を信じる人物が、その信念を実現すべく相手が行動を変更するように関係を持つところの、自己成就的予言である点において、単純な投影とは違う。相手は投影に影響されてあたかも彼あるいは彼女が事実実際に投影された考えや信念によって特徴付けられているかのように振る舞い始める。議論のあるところではあるが、これは一般に両当事者の自覚の外で起こる。

## 行動における投影性同一視
投影性同一視のひとつの例は、警察に迫害されているという妄想を発展させている妄想型統合失調症者のそれである。すなわち警察に怯える彼は警察官の周囲でコソコソまた不安気に行動し始めるが、それによって警官の嫌疑が増大し、彼を捕まえる理由が何かないかと探し始めることになる。
もっとも頻繁に投影されるのは、投影する人物が受け入れることができない(すなわち「私は間違った行動をしてしまった」や「私は～に対して性的感情を持っている」)ところの自身に関する、我慢出来ない、苦痛に満ちた、また危険な考えや信念である。あるいはそれは、同様に投影者には知ることが難しいような価値や評価のある考えかもしれない。投影性同一視は ごく早期のまたは原初的な心理作用であると見られていて、より原初的な防衛機制のひとつであると理解されている。けれども同様に、共感や洞察のようなより成熟した心理作用の基盤であるとも考えられている。
その著書「精神分析的診断」において、ナンシー・マックウィリアムズは、投影性同一視は投影(自らの感情や思考や動機を他人になすりつける)と摂取(他人の感情や動機や思考を取り込む)の要素を合成していると指摘している。投影性同一視は、ある意味、投影現実を作り出すことによって自己の投影を有効化している。
この防衛の利点とはこういう事である。投影される経験を他者の内に惹起することによって、人は投影内容が自己の経験の一部であるという現実をより回避できるのだ。例えば、セラピストに対して受け入れがたい性的感情を持つ精神療法患者は非常に誘惑的な態度で振舞うかもしれない。一旦セラピストが魅了され始めると、魅力に背くセラピスト側のあらゆる振る舞いは、患者がセラピストの感情や態度に焦点を絞るための手助けになるだろう。これは患者が彼あるいは彼女自身の性的衝動に注意を向けることを防ぎ止め、従ってそれらを自覚の外に追い出すであろう。
似たような防衛機能は、一方のパートナーが他方の投影された相貌を携えていて、「投影性同一視を通し関係の中で感情労働の分業が存在していた」環境のように、日常のコミュニケーションで見られるかもしれない。その成り行きは「投影性同一視はしばしば傷ついたカップルの主要な苦悩である。各々は、相手の最も理想的な、恐ろしい、また原初的な相貌を双方の狂気を駆り立てるようなやり方で演ずる」となる。　

## 精神療法における投影性同一視
また一方、転移・逆転移と同様に、投影性同一視は個人間の混乱の起源としてだけではなく、治療上の理解への潜在的キーとしても機能しうる。事実として精神力動的な研究では年月を経て次第に広範に認められるようになってきている。
従って例えば交流分析では、投影性同一視は「ある人の『大人』が閉鎖される時に催眠導入力を持つ」と見られうるが、投影者の筋書きによるドラマに受容者を引き入れることで、同じプロセスが等しく「もしセラピストの『大人』が損なわれてないならば非常に有用な情報を提供する」。
対象関係論でも同様に、投影性同一視が「感情的コミュニケーションの一形式として使われている」ように見えるので、「投影性同一視は処理できない感情を無意識に取り除こうとするかもしれないが、感情を手助けする働きもする」ということを受け入れるようになった。結果として、「患者自身の望まぬ相貌、著しくネガティヴな相貌の相当長い期間にわたる投影性同一視の容認と閉じ込め」に対するセラピストの受容能力は有価値で本質的な治療資源であると考えられている。

## さらなる発展と課題
クライン初期の定式化にある深みの幾分かは、おそらくは必ずしもぴったり相応の形式でないとしても、後にコンセプトが発展させられた様式の多様さの中に見られうる。(『同一視について』(1955)内においてだが、クラインは別のありうべき投影性同一視の型をほのめかしている。つまり、目的が他の(通常は目上の)対象の身体に「居住すること」で幻想を代理的に実現しようとすることである場合)。
クライン派のW.R.ビオンは初期に通常の投影性同一視と「病的な投影性同一視....投影される部分が微細な諸断片へとバラバラに分解されたり、これら対象の内に投影される微細な諸断片がそれであるような」の重要な区別を創出した。
「捕捉型投影性同一視...彼らがナポレオンであると信ずるような人の場合」が一方で、もう一方に「帰属型投影性同一視...(誰かに)取り込ませる、またある意味でその投影に『なる』」を置く、別の区別も創出された。
さらにローゼンフェルドは3種の投影性同一視を識別した。彼は「コミュニケーションに対して使われる投影性同一視と自己の望ましくない部分を取り除くために使われる投影性同一視を区別した。彼は以下の第三番目の使用を加える...分析者の心身をコントロールしようとする(した)場合。オグデンにおいては四要素の区分を作る。つまり、「投影性同一視とは...同時に、防衛のひとつの型であり、コミュニケーションのひとつの様式であり、対象関係の原初的形式であり、心理的変容のひとつの経路である」。
上記定式化のほとんどは、相反しているというより、重複的あるいは補完的に見えるだろう。しかしながら、外部対象への投影性同一視に関してと「自己自身の心の諸部分への投影性同一視」に関しての両方について考える人々と、そうしない人々の間に、より幅の広いまたおそらく相容れない裂け目があるように見える。「ここにおける核心問題は、実在する、投影の影響下にある外的他者が、この概念の本質的要素であるかどうかなのだ。英国のクライン派はNOと答え、アメリカの解釈者達はYESと答える」。

## 関連人物
- メラニー・クライン
- ウィルフレッド・ビオン